# Hiroto Nakagawa
Pour les articles homonymes, voir Nakagawa (homonymie).
Hiroto Nakagawa (中川 寛斗, Nakagawa Hiroto) est un footballeur japonais né le 3 novembre 1994. Il évolue au poste de milieu offensif.

## Biographie
Avec le club du Kashiwa Reysol, il joue un match en Ligue des champions d'Asie lors de l'année 2015.

## Palmarès
- Champion du Japon de D2 en 2014 avec le Shonan Bellmare